# Aluma
Aluma var en gatutidning som började utges 2001 och såldes av hemlösa i Malmö, Lund och Helsingborg och upphörde 2011. Aluma var medlem i International Network of Street Papers, INSP.
Sommaren 2011 tillsattes en ny vd och ansvarig utgivare, Johan Ericson, av ägaren Comintegra, som tagit över tidningen 2006. Ericson hade tidigare varit marknadschef för Livets Ord och tillsättningen sågs av anställda som ett försök att förändra tidningen i en religiös riktning. Detta ledde till att flera redaktionsmedlemmar sade upp sig i protest. Istället togs initiativ till en skånsk upplaga av göteborgstidningen Faktum. Det talades om ett gatutidningskrig, vilket dock aldrig blev av eftersom Aluma under hösten gick i konkurs och köptes upp av Faktum.